# سيغفريد غاغنهايم
سيغفريد غاغنهايم (بالألمانية: Siegfried Guggenheim؛ بالإنجليزية: Siegfried Guggenheim) هو كاتب عدل ومحامي ألماني وأمريكي، ولد في 12 أكتوبر 1873 في فورمس في ألمانيا، وتوفي في 30 يناير 1961 في فلاشينغ ‏ في الولايات المتحدة.